# Annegret Strauch
Annegret Strauchh, później Hämisch (ur. 1 grudnia 1968 w Radebeul) – niemiecka wioślarka, dwukrotna medalistka olimpijska.
Urodziła się w NRD i do zjednoczenia Niemiec startowała w barwach tego kraju. Oba medale zdobyła jako członkini ósemki. W Seulu sięgnęła po złoto, cztery lata później – już jako reprezentantka zjednoczonych Niemiec – po brązowy medal. Dwukrotnie była medalistką mistrzostw świata: złotą w 1989 (czwórka bez sternika) i brązową w 1990 (ósemka).